# 慾望城市 (電影)
《慾望城市：電影版》（英語：Sex and the City: The Movie）是2008年的一部浪漫喜劇電影，劇情內容是HBO知名影集《慾望城市》的延伸，講述住在紐約市的四位女性好友感情後續發展的故事。
全球首映會在2008年5月12日於倫敦的萊斯特廣場舉行。續集《慾望城市2》於2010年上映，之後還有電視劇續作《慾望城市：華麗下半場》，於2021年首播。

## 劇情概要
影集最終集結束的四年後，此片一開始就帶到凱莉（莎拉·潔西卡·帕克飾）和大人物（克里斯·諾斯飾）正在參觀新的公寓，兩人打算同居，凱莉愛上一間閣樓式的公寓，價錢雖超過他們能力所及，但大人物答應買下。然而，凱莉开始擔心萬一他们同居後分手，她將會一無所有。為了消除凱莉的疑慮，大人物提議結婚。
米蘭達·霍布斯（辛西雅·尼克森飾）發現她比以前更難兼顧家庭、事業和社交生活，告訴她的好友們，她在半年內與她的丈夫史蒂夫·布萊迪（大衛·艾根柏飾）沒有任何的性生活。當史蒂夫向她坦白他与其他人發生了性關係時，米兰达立即就與他分手了，还搬出去自己租了房子。
莎曼珊·瓊斯（金·凱特羅飾）與影星男友史密斯.杰洛德（傑生·路易斯飾）住在洛杉磯的海邊別墅，成了他的专属经纪人。事业上和生活上都以男友為重心，之後卻發現沒有自己的時間。莎曼珊經常往返於洛杉磯和紐約之间，也开始在與其他男人發生性關係的欲望中掙扎，她的鄰居丹提非常帥氣性感，且性慾充沛，令莎曼珊神魂顛倒。
夏綠蒂·約克（克莉絲汀·戴維斯飾）對於她，哈利（Evan Handler飾）和領養的華裔女兒莉莉的生活相當的滿意。
凱莉的結婚計畫最後以悲劇收場，因為大人物一直對婚姻有疑慮 - 他之前结过两次婚，却都以离婚收场；米蘭達在婚礼前一天的晚宴上，史蒂夫来到酒店想向她道歉，他们吵了架，米蘭達对她的婚姻极度失望，不满，氣得对大人物说他與凱莉是瘋了才會想要結婚，因為婚姻會毀了一切。第二天結婚當天，大人物在婚禮地点外的的车里，決定放弃，不想結婚。讓凱莉極度崩潰。她便迅速離開紐約公共圖書館（婚禮會場）。凱莉離開不久後，大人物便轉變心意，半路攔截凱莉的禮車，但是凱莉感到被羞辱，受到背叛，便下車狠狠的用捧花打大人物，以此發洩對他的不滿。米蘭達和夏綠蒂也很生氣。之後，這四位好友去了凱莉計畫中的墨西哥蜜月旅行，打算解除壓力並重拾心情。
旅行結束後，凱莉雇用了助理路易絲（珍妮佛·哈德遜飾）來幫忙打理搬回舊公寓的事宜。米蘭達之後向凱莉坦承她在晚宴預演當天对大人物说的话，凯莉不敢相信，她夺门而出。米蘭達反省她與凱莉的爭吵之後，发现在她自己的婚姻之中，她也有错。于是米兰达決定和史蒂夫尋找婚姻諮詢師，解決他们之间的問題。兩人之後决定原谅对方，破鏡重圓。莎曼珊為了避免對史密斯不貞，壓抑了她對丹提的慾望，但最終她了解到，他們兩人这样的關係是行不通的，莎曼珊決定以自己為生活重心，因而和史密斯分手，搬回紐約。夏綠蒂開心地發現自己懷孕了，但卻擔心肚子裡的寶寶不保，總覺得对比起她的朋友们，她的生活太完美，她觉得一定会发生什么事，把她的完美生活打破，因此不敢出门跑步，但当她和凯莉谈过之后，她决定顺其自然，相信自己。
夏綠蒂已经怀孕九个月时，与大人物不期之遇，對他相當的生氣，生氣之下，夏綠蒂开始陣痛，即將分娩，大人物便送她到了醫院，等到小女孩蘿絲出生後才離開，期待見到凱莉。哈利告訴凱莉，大人物说他常常寫信給她，但從未收到回覆，凱莉這才想到她之前要求路易絲將大人物的信刪除，回到家后發現路易絲都將大人物的信封存在密碼上鎖的信件夾裡。凱莉打開信件夾後，發現每一封信都是大人物從她秀給他看的書中（Love Letters of Great Men, Vol. 1）抄來的，除了有一封是關於大人物向凱莉致歉，坦承他搞砸了一切，但仍然深愛著凱莉。
在他們倆新買的閣樓式公寓即將換鎖的一小時前，凱莉前去拿回她留在那的一雙鞋，意外地發現大人物也在那裡，凱莉一看到大人物時，发现她對他的怒氣早就消失了。她直奔他懷裡並深情相吻。兩人在閣樓共度最後的時光中，互相向對方傾吐心事並致歉，大人物用凱莉的Manolo Blahnik鞋子當作戒指向凱莉求婚。然后，他們倆在紐約市政廳公證結婚，晚上和好友在普通餐廳慶祝。
影片结尾，四个女人出门，慶祝莎曼珊的50歲生日，凱莉敬酒，同時也預祝大家下一個50年。

## 主要演員
| 演員                   | 角色          | 註解                 |
| ---------------------- | ------------- | -------------------- |
| 莎拉·潔西卡·帕克       | 凱莉·布雷蕭   |                      |
| 金·凱特羅              | 莎曼珊·瓊斯   |                      |
| 克莉絲汀·戴維斯        | 夏綠蒂·約克   |                      |
| 辛西雅·尼克森          | 米蘭達·霍布斯 |                      |
| 克里斯·諾斯            | 大人物        |                      |
| 珍妮佛·哈德遜          | 路易絲        | 凱莉的助理           |
| 大衛·艾根柏            | 史蒂夫·布萊迪 | 米蘭達的丈夫         |
| 傑生·路易斯            | 史密斯·傑洛   | 莎曼珊的男友         |
| Evan Handler           | 哈利          | 夏綠蒂的丈夫         |
| Willie Garson          | 史丹佛        | 凱莉的男同志好友     |
| Mario Cantone          | 安東尼        | 夏綠蒂的男同志好友   |
| Lynn Cohen             | 瑪格達        | 米蘭達的管家         |
| Andre Leon Talley      |               | Vogue雜誌總編        |
| Joseph Pupo            | 布萊迪·霍布斯 | 米蘭達和史蒂夫的兒子 |
| Alexandra、Parker Fong | 莉莉          | 夏綠蒂和哈利的女兒   |
| Gilles Marini          | 丹提          | 莎曼珊的鄰居         |

## 製作

### 前製
在慾望城市影集於2004年2月播畢之後，就有傳言說電影版續集會開拍，HBO宣布麥可·派翠克·金當時正在撰寫劇本。然而，當年年底，金·凱特羅婉拒了此片計畫，表示劇本和開拍日期過晚，因此決定先接受其他計畫的邀約。其他報導指出，由於凱特羅要求先審核劇本且要求與帕克一樣的片酬，因此電影的計畫就中斷了。
2007年年中，電影開拍的計畫起死回生，因為劇組答應凱特羅的要求，但也要求她接演HBO日後的影集系列。然而，2007年5月時，計畫又中斷了，因為HBO決定不再資助拍攝過程，因此本片就轉到了時代華納（HBO的母公司）之下，由新線影業接手。

### 拍攝
此片在2007年9月至12月間拍攝，場景依然是在紐約，大多都是在曼哈頓實景拍攝，只有一小部分是在攝影棚裡完成。拍攝過程中，經常有狗仔隊和旁觀民眾的騷擾，因此動用了維安人員和警力以控制群眾。為了防止劇情暴露，此片拍攝了諸多結局，被導演稱作「夢想中的情節」。

### 服裝
如同電視影集一樣，時尚在電影裡也是個焦點，整部電影裡使用了超過300件的套裝。派翠莎·費爾德（Patricia Field）先前擔任影集的服裝造型師，也一樣的參與了電影服裝了設計，但費爾德曾表示她一開始由於預算和創意的原因，不確定是否參與電影。費爾德替影集打點服裝後，受到大眾的青睞，很快的成名了，影集和電影裡的服裝都是設計師品牌，她將這樣的想法流行化。
在費爾德替電影裡的角色打點服裝之餘，她決定不追隨最新的時尚潮流，而將焦點放在各個角色在過去四年來的進展。莎曼珊的服裝受到美國電視肥皂劇《Dynasty》的影響，夏綠蒂的服裝靈感來自美国前第一夫人賈桂琳·甘迺迪，米蘭達在劇中的服裝是改變最多的。劇中，凱莉曾向其他三位好友展示一短裙的服裝，跟影集開頭片段的短裙是同一件。
經典時尚設計師薇薇安·魏斯伍德設計的服裝是電影裡的一個特色，她對於電影裡的時尚造型不太滿意，批評太過了無新意，在首映會開始10分鐘後便離開了會場。

## 外部連結
- 互联网电影数据库（IMDb）上《慾望城市》的资料（英文）
- AllMovie上《慾望城市》的资料（英文）
- Box Office Mojo上《慾望城市》的資料（英文）
- 爛番茄上《慾望城市》的資料（英文）
- Metacritic上《慾望城市》的資料（英文）
- Yahoo奇摩電影上《慾望城市》的資料（繁體中文）
- 開眼電影網上《慾望城市》的資料（繁體中文）
- 时光网上《慾望城市》的資料（简体中文）
- 豆瓣电影上《慾望城市》的資料 （简体中文）